# Фантастическая четвёрка (фильм, 2015)
«Фантасти́ческая четвёрка» (англ. Fantastic Four) — американский полнометражный супергеройский фильм 2015 года, основанный на комиксах об одноимённой супергеройской команде издательства Marvel Comics. Режиссёром картины выступил Джош Транк, который написал сценарий совместно с Джереми Слейтером и Саймоном Кинбергом. Главных героев сыграли: Майлз Теллер, Майкл Б. Джордан, Кейт Мара, Джейми Белл и Тоби Кеббелл. По сюжету, группа одарённых подростков создаёт межпространственный портал, ставший источником их сверхчеловеческих способностей.
В 2009 году компания 20th Century Fox начала работу над перезапуском серии фильмов о Фантастической четвёрке. В июле 2012 года стало известно, что фильм срежиссирует Транк, а в январе 2014 года представители Fox раскрыли имена ведущих актёров. Основные съёмки, стартовавшие 5 мая 2014 года, проходили в Батон-Руже (штат Луизиана) и завершились по истечении двух месяцев. Руководство Fox раскритиковало оригинальную версию фильма и потребовало провести дополнительные съёмки в январе 2015 года.
Премьера «Фантастической четвёрки» состоялась 4 августа 2015 года в нью-йоркском кинотеатре Вильямсбург, а 7 августа начался широкий прокат фильма. Критики раскритиковали картину за её мрачный тон, режиссуру, отсутствие юмора, игру актёров, слабое развитие персонажей, темп, сценарий, отличия от исходного материала, повествование, визуальные эффекты и компьютерную графику, однако положительно оценили саундтрек. В общей сложности картина заработала $ 167 млн по всему миру при производственном бюджете в $ 155 млн, став кассовым провалом из-за убытков, которые составили более $ 80 млн. На 36-й церемонии вручения премии «Золотая малина» фильм одержал победу в категориях Худшая режиссура, Худший приквел, сиквел, ремейк или плагиат и Худший фильм, а также получил номинации за Худший актёрский дуэт и Худший сценарий. Транк остался недоволен театральной версией фильма и обвинил студию в его провале.
Выпуск сиквела был запланирован на 9 июня 2017 года, однако руководство Fox отменила его производство из-за провала фильма. Картина 2015 года стала последней киноадаптацией комиксов о Фантастической четвёрке, созданием которой занималась 20th Century Fox, так как после приобретения компании Disney в 2019 году права на персонажей, наряду с правами на Людей Икс и Дэдпула, вернулись к Marvel Studios. 25 июля 2025 года состоялась премьера перезапуска франшизы, действие которого разворачивается в рамках «Кинематографической вселенной Marvel».

## Сюжет
Друзья детства Рид Ричардс и Бен Гримм с юных лет работали над прототипом телепортирующего устройства, которое привлекло внимание профессора Франклина Шторма, директора государственного научно-исследовательского института для юных вундеркиндов «Фонда Бакстера». Рид получает стипендию в учреждении и объединяется с детьми профессора — учёной Сью Шторм и инженером Джонни Штормом — для создания «Квантовых Врат» — портала в другое измерение, придуманного протеже Франклина Виктором фон Думом.
Эксперимент проходит успешно, после чего руководитель проекта доктор Аллен заявляет о намерении отправить в параллельное измерение, получившее название «Планета Ноль», сотрудников НАСА. Рид, Джонни и Виктор, которые хотели стать первооткрывателями этого измерения, решают совершить несанкционированное перемещение на Планету Ноль и приглашают Бена отправиться вместе с ними. Прибыв туда при помощи Квантовых Врат, четверо обнаруживают зелёное лавоподобное вещество, содержащееся в недрах почвы. Попытка Виктора изучить субстанцию приводит к извержению поверхности земли. Рид, Джонни и Бен успевают вернуться в свои капсулы и находящаяся по другую сторону портала Сью возвращает их на Землю, в то время как Виктор, по всей видимости, погибает при падении в пропасть. Перемещение Квантовых Врат сопровождается взрывом, который воздействует на организмы Рида, Джонни, Бена и Сью на генетическом уровне, в результате чего у всех четверых проявляются сверхчеловеческие способности: тело Рида приобретает свойства резины, Сью получает возможность становиться невидимой и создавать силовые поля, Джонни — окружать себя огнём и летать, а плоть Бена покрывается прочной каменной оболочкой. Сотрудники учреждения изолируют молодых людей и приступают к исследованию их сил. Рид обвиняет себя в случившимся и сбегает из «Фонда Бакстера», чтобы самостоятельно изучить природу этой мутации.
По прошествии года Рид, который всё ещё находится в бегах, стабилизирует свои способности при помощи специального костюма. Тем не менее, Сью удаётся определить его местоположение, после чего военные США совместно с Беном захватывают Ричардса и доставляют в Зону 57, где доктор Аллен призывает учёного восстановить Квантовые Врата в обмен на предоставление ресурсов для создания лекарства. По прибытии на Планету Ноль, исследователи доктора Аллена находят Виктора, который слился со своим скафандром и приобрёл телекинетические способности, и возвращают его на Землю. Фон Дум раскрывает намерение уничтожить Землю, чтобы обезопасить свой новый мир от будущих вторжений, и убивает находящихся поблизости солдат и учёных, включая доктора Аллена и профессора Шторма. Он возвращается на Планету Ноль при помощи Квантовых Врат, а Бен, Джонни, Рид и Сью следуют за ним.
Провозгласив себя «Думом», Виктор активирует портал на Планете Ноль, и, используя Квантовые Врата, начинает поглощать ландшафт Земли. Четвёрка вступает с ним в бой, в ходе которого Бен отбрасывает Дума в образованный порталом энергетический луч, что, по-видимому, убивает его, а Джонни закрывает портал. Вернувшись на Землю, Рид, Сью, Джонни и Бен добиваются независимости от американского правительства и обзаводятся собственной штаб-квартирой. Молодые люди решают использовать их новообретённые силы на благо человечества и формируют супергеройскую команду «Фантастическая четвёрка».

## В ролях
- Майлз Теллер — Рид Ричардс / Мистер Фантастик:
После школы Ричардс исследовал в гараже тайны вселенной. Он приобрёл способность менять длину и форму своего тела[7]. Теллер поделился впечатлениями о роли Рида Ричардса: «Когда я ознакомился со сценарием к фильму, у меня не сложилось впечатление будто я прочёл грандиозную, невероятную историю о супергероях. Все они [персонажи] человечны, им только предстоит стать той самой Фантастической четвёркой. Благодаря этой занятной истории я получил возможность сыграть нетипичную роль»[8]. Молодого Ричардса сыграл Оуэн Джадж, а Фернандо Ривера изобразил персонажа в эпизоде с изменением внешности[9].
- Майкл Б. Джордан — Джонни Шторм / Человек-факел:
Баламут и искатель острых ощущений, а также младший брат Сью Шторм; способен стрелять огненными шарами и летать[10]. Джордан описал своё видение персонажей: «Мы ни много ни мало дети, которые стали инвалидами после того, как попали в аварию. Мы должны свыкнуться с таким положением дел и попытаться вернуться к более-менее нормальной жизни»[11]. Ранее Джордан снимался в другом фильме Транка, «Хронике» (2012); по словам режиссёра, персонаж Джордана из этой картины имел много общего с Джонни Штормом[12], которого он назвал «умным, весёлым и харизматичным»[13].
- Кейт Мара — Сьюзан Шторм / Невидимая леди:
Выдающаяся, самодостаточная и саркастичная, обладает способностью становиться невидимой и создавать силовые поля[14]. Мара хотела показать свою героиню «настолько реалистичной, насколько это возможно»[15]. Транк охарактеризовал Сью как «умную, величественную и порядочную» девушку[16].
- Джейми Белл — Бен Гримм / Существо:
Душевный и чувствительный, верный и надёжный друг; обладает неразрушимым каменным телом и сверхчеловеческой силой[17]. Транк хотел показать Бена, как нелюбимого ребёнка, выросшего в «жестоком» районе[12]. Говоря о Белле, Транк отметил, что актёр «излучает теплоту и силу», свойственные его персонажу[16]. Белл назвал Гримма «сердцем команды»[18]. Чтобы правильно сыграть Существо при помощи технологии захват движения Белл консультировался с актёром Энди Сёркисом[19]. Во время съёмок Белл носил спортивный костюм и ходули, чтобы соответствовать росту Существа[20]. Роль юного Гримма исполнил Ивэн Ханнеманн[9].
- Тоби Кеббелл — Виктор фон Дум / Дум:
Компьютерный техник и специалист, являющийся протеже доктора Франклина Шторма, к которому, в свою очередь, относится как к отцу. Агрессивный, мстительный и сообразительный[21]. Как и другие персонажи фильма, Дум изменился после посещения Планеты Ноль. По словам Кеббелла, исполняя роль Дума он прежде всего хотел подобрать для персонажа подходящий голос: «В мультсериале он никогда не звучал так, как я себе это представлял, когда читал комиксы будучи ребёнком. Я потратил большую часть времени на это не потому, что был фанатом, а скорее из-за собственной педантичности и желания показать это так, как я всегда хотел»[22]. По мнению Кинберга, роль Дума в фильме была не менее значимой, чем у главных героев; продюсер добавил, что на их фоне Дум был более трагичным персонажем и претерпел превращение в злодея[23]. Изначально персонаж задумывался как русский хакер Виктор Домашёв, который использовал в сети ник «Дум»., однако, из-за негативной реакции фанатов суперзлодея его образ был приближен к классической версии из комиксов[24].
- Редж Э. Кэти — доктор Франклин Шторм:
Биологический отец Джонни и приёмный отец Сью[21]. Кэти описал Франклина как «блестящего учёного, который достиг гораздо большего, чем он думал»; по мнению актёра, больше всего Франклин хотел помочь одарённым детям, которые сбились с пути[25].
- Тим Блейк Нельсон — доктор Харви Аллен:
Учёный, который работает на правительство и участвует в обучении членов команды, чтобы отточить их способности. Нельсон заявил, что Аллен «руководит одарёнными людьми, а также сдерживает и направляет их»[26].

Дэн Кастелланета сыграл учителя Рида мистера Кенни, Мэри Рэйчел Дадли — мать юноши, миссис Ричардс, а Тим Хайдекер — его отчима мистера Ричардса. Уэйн Пере и Ронда Джонсон Дентс эпизодически появились в фильме в качестве судей научной ярмарки. Чет Хэнкс исполнил роль Джимми Гримма, старшего брата Бена.

## Производство

### Разработка
Этот фильм отдаёт дань уважения всем комиксам о Фантастической четвёрке, которые выходили до него. Мы использовали элементы из первых комиксов, которые привнесли в фильм больше оптимизма и сделали его вдохновляющим. В той или иной степени в нём сохраняется комедийная составляющая комикса. Кроме того, в фильме хорошо раскрывается концепция непутёвой суррогатной семьи, члены которой объединяют усилия и действуют в одной команде; как учёные, они скорее совершают научные экспедиции, нежели что-то супергеройское… Также мы во много опирались на Ultimate и последние комиксы о Фантастической четвёрке.
В августе 2009 года компания 20th Century Fox объявила о работе над перезапуском серии фильмов о Фантастической четвёрке; тогда же стало известно, что Акива Голдсман спродюсирует картину, а Майкл Грин напишет сценарий. На тот момент Fox хотела, чтобы Мистера Фантастика сыграл либо Эдриен Броуди, либо Джонатан Риз Майерс, а Существо — Кифер Сазерленд. В июле 2012 года компания объявила, что Джош Транк срежиссирует фильм по сценарию Джереми Слейтера. До утверждения кандидатуры Транка над сценарием к «Фантастической четвёрке» работали сценаристы картины «Люди Икс: Первый класс» (2011) Зак Стенц и Эшли Эдвард Миллер. После подписания контракта с Fox Транк решил написать собственный сюжет. В первоначальном сценарии за авторством Слейтера злодеями были Галактус и Доктор Дум, причём последний изначально был шпионом, который затем становился герольдом Галактуса и диктатором Латверии.
Транк и Слейтер видели фильм по-разному: если Слейтер вдохновлялся «Мстителями» (2012), то Транк «ненавидел каждую секунду этого фильма». По словам Транка, он с самого детства был фанатом «Фантастической четвёрки», однако познания режиссёра ограничивались мультсериалом 1994 года, а супергеройский жанр и вовсе не интересовал его. В отличие от Слейтера, Транк не хотел, чтобы фильм «походил на первоисточник», из-за чего сценарист покинул проект спустя шесть месяцев после начала производства. В феврале 2013 года число продюсеров фильма пополнил Мэттью Вон. Fox наняла Сета Грэма-Смита для доработки сценария. В октябре 2013 года Саймон Кинберг присоединился к производству картины в качестве соавтора сценария и продюсера. В апреле 2014 года компания подтвердила, что за создание спецэффектов к фильму будет отвечать Cavalry FX.
По словам Марка Миллара, который консультировал 20th Century Fox по киноадаптациям комиксов Marvel, «Фантастическая четвёрка» находится во вселенной серии фильмов о Людях Икс. Хотя Кинберг опроверг это заявление, Брайан Сингер подтвердил, что Fox рассматривает возможность создания кроссовера между франшизами. При работе над визуальным оформлением картины Транк вдохновлялся некоторыми фильмами Дэвида Кроненберга, а именно «Сканнерами» (1981) и «Мухой» (1986); режиссёр описал фильм, как «помесь стилей Стивена Спилберга Тима Бёртона».

### Кастинг
В январе 2014 года, после того, как Кинберг закончил переписывать сценарий, Fox начала кастинг. Роль Рида Ричардса получил Майлз Теллер, который проходил прослушивание с такими актёрами, как Кит Харингтон, Ричард Мэдден и Джек О’Коннелл. Среди кандидаток на роль Сьюзан Шторм были: Кейт Мара, Сирша Ронан, Марго Робби и Эмми Россум. В феврале Fox объявила, что Майкл Б. Джордан сыграет Джонни Шторма, а Мара — Сьюзан Шторм. В марте компания утвердила Тоби Кеббелла на роль Виктора фон Дума, а Теллер подтвердил, что Джейми Белл пополнил актёрский состав в роли Бена Гримма. На роль Доктора Дума компания рассматривала Сэма Райли, Эдди Редмэйна и Донала Глисона. Также в кинопробах на роль Дума участвовал Мадс Миккельсен; впоследствии Миккельсен рассказал, что во время прослушивания его попросили лишь вытянуть руки на максимальную длину. В апреле Тим Блейк Нельсон присоединился к проекту в роли Харви Элдера. В мае Fox объявила, что Редж Э. Кэти сыграет отца Сьюзан и Джонни, доктора Шторма.
| |  |  |  |  |
| Актёрский состав «Фантастической четвёрки»: Майлз Теллер, Майкл Б. Джордан, Кейт Мара, Джейми Белл и Тоби Кеббелл |  |  |  |  |

Многим фанатам Фантастической четвёрки не понравился выбор Джордана на роль Джонни Шторма из-за изменения расы персонажа. Режиссёр Джош Транк заявил, что при подборе актёров на ведущие роли он учитывал этническое разнообразие в современном обществе. За своё решение Транк получал многочисленные угрозы убийством через IMDb, из-за чего ему приходилось оставлять пистолет на прикроватной тумбе во время сна. После завершения производства Транк отказался от оружия. Позже он признался, что хотел взять на роль Сьюзан Шторм темнокожую актрису, однако Fox запретила ему менять расу героини.

### Съёмки
Производственный бюджет «Фантастической четвёрки» составил до $ 155 млн. Съёмочный период начался 5 мая 2014 года на киностудии Celtic Media Center в Батон-Руж (Луизиана) и завершился 23 августа 2014 года; общая продолжительность съёмок охватила 72 дня. Налоговые льготы «Фантастической четвёрки» превысили $ 29,1 млн, а расходы на съёмки в Луизиане исчислялись $ 97,4 млн. Оператором-постановщиком выступил Мэттью Дженсен. Изначально Fox планировала провести съёмки в Ванкувере (Канада), однако, в конечном итоге, перенесла их в Луизиану, так как штат предоставил налоговые льготы на производство. В процессе съёмок продюсеры Хатч Паркер и Саймон Кинберг переписали оригинальный сценарий Транка и изменили концовку фильма. В январе 2015 года руководство 20th Century Fox, которому не понравился итоговый результат, санкционировало пересъёмки; по мнению руководства, «Фантастическая четвёрка» воспринималась, как продолжение предыдущего фильма Транка, «Хроники».
До выхода фильма несколько инсайдеров сообщили о многочисленных разногласиях между Fox и Транком во время производства. Компанию не устроило видение режиссёра, поэтому она изменила некоторые сюжетные моменты без его согласия. Другие инсайдеры утверждали, что Транк вёл себя «неадекватно» на съёмках фильма, чем настроил против себя представителей Fox. За день до премьеры картины Транк разместил в своём Твиттер-аккаунте пост, в котором раскритиковал версию студии: «Год назад у меня была фантастическая версия этого фильма. И она получила бы отличные отзывы. Скорее всего вы никогда не увидите её. Такова реальность». Транк удалил сообщение вскоре после публикации. В то время как руководитель отдела дистрибуции Fox Крис Аронсон утверждал, что Fox поддержала версию фильма Транка, Кеббелл заявил: «Правда в том, что [Транк] действительно смонтировал отличный фильм, который вы никогда не увидите. Какой позор. Существует гораздо более мрачная версия». В дальнейшем Транк отрёкся от фильма, удалив его из своей фильмографии в Instagram-аккаунте.
После смерти одного из создателей Фантастической четвёрки Стэна Ли три года спустя, Транк сетовал, что «подвёл его»; ранее, после выхода фильма режиссёр получил письмо от Ли, где тот спрашивал о его самочувствии. В 2020 году Транк признался, что режиссёрская версия никогда не существовала, так как студия не позволила ему снять большую часть запланированных эпизодов. В том же году Кейт Мара назвала «ужасным» опыт на съёмках фильма.

### Пост-продакшен
Визуальные эффекты к фильму создавали компании OTOY, Moving Picture Company, Pixomondo, Rodeo FX и Weta Digital. Moving Pictures Company разработала цифровой образ Существа, поместив графику поверх актёра Джейми Белла, а также визуализировала способности Человека-факела. Weta Digital создавала эффекты растяжения Рида Ричардса, а Pixomondo — силовые поля и невидимость Сьюзан Шторм, а также образ Дума. Деятельность компаний курировал Джеймс Э. Прайс. В 2014 году Кинберг заявил, что на этапе пост-продакшена Fox планирует конвертировать фильм в 3D, однако, в конечном итоге, руководство компании отказалось от этой идеи. Транк хотел, чтобы зрители насладились «Фантастической четвёркой» в 2D-формате и получили «чистые впечатления» от картины. В целях уменьшения затрат на спецэффекты создатели фильма вырезали из театральной версии эпизод с падением Существа в роли «пикирующей бомбы».
Студийным боссам не понравился мрачный тон оригинальной версии фильма. Fox проигнорировала большую часть идей Транка и переписала финальную сцену. Монтажём фильма занимался Стивен Е. Ривкин; Транк назвал его «фактическим режиссёром» итогового варианта. Несмотря на попытки Транка создать две новые отредактированные версии фильма, Fox выбрала версию Ривкина.

### Музыка
В январе 2015 года Fox наняла Марко Белтрами для написания музыки к фильму; вместе с ним над композициями также работал Филип Гласс. За создание дополнительных треков отвечали Майлз Хэнкинс, Брэндон Робертс, Маркус Трампп и Бак Сандерс. Финальную песню исполнил американский хип-хоп исполнитель El-P. В рамках рекламной кампании «Фантастической четвёрки» рэпер и лидер южнокорейского бойзбенда BTS Ким Нам Джун и американская певица Мэнди Вентрис записали сингл «Fantastic», который присутствовал в южнокорейском релизе фильма. В июле 2015 года Белтрами посетил фестиваль San Diego Comic-Con International, где описал музыку из картины, как «мрачную» и «загадочную», и отнёс её к жанру фэнтези. Релиз саундтрека к фильму, который выходил под лейблом Sony Classical Records, состоялся 7 августа 2015 года. В отличие от раскритикованного фильма, саундтрек получил преимущественно положительные отзывы.

## Продвижение и выпуск
В январе 2015 года Fox выпустила тизер-трейлер фильма. Грэм Макмиллан из The Hollywood Reporter положительно оценил тизер, отметив, что в нём отсутствуют привычные элементы из трейлеров к картинам Marvel Studios — костюмы, сражения со злодеем и боевые сцены с главными героями — благодаря чему он выделяется на фоне других супергеройских фильмов. Абрахам Рисмен из New York Magazine, которому трейлер также понравился, отметил: «[Фантастическая четвёрка] может стать самым инновационным и уникальным по тону фильмом о супергероях». С другой стороны, Newsarama не увидел никакой связи между трейлером и комиксами о Фантастической четвёрке; по мнению рецензента, он больше походил на научно-фантастические фильмы в духе «Интерстеллара» (2014). Трейлер «Фантастической четвёрки» установил рекорд по количеству просмотров среди всех фильмов Fox; предыдущим рекордсменом был трейлер картины «Люди Икс: Дни минувшего будущего» (2014).
В апреле 2015 года состоялся релиз второго трейлера. Шон О’Коннелл из CinemaBlend назвал его «потрясающим» и заявил, что он даёт представление о роли каждого персонажа. Дрю Маквин из HitFix оценил экранную химию между актёрами, а также визуализацию способностей Рида Ричардса. В том же месяце актёры посетили CinemaCon, где представили кадры из фильма, которые также понравились критикам и фанатам.
Мировая премьера «Фантастической четвёрки» состоялась 4 августа 2015 года в нью-йоркском кинотеатре Вильямсбург. Начиная с 7 августа фильм демонстрировался в 3995 кинотеатрах Северной Америки. Изначально Fox планировала выпустить картину 6 марта 2015 года, а затем перенесла премьеру на 19 июня 2015 года.
20th Century Studios Home Entertainment выпустила «Фантастическую четвёрку» на Blu-ray и DVD-носителях 15 декабря 2015 года. 1 марта 2016 года состоялся релиз фильма на Ultra HD Blu-ray. В июне 2020 года «Фантастическая четвёрка» стала первым фильмом по мотивам Marvel Comics от Fox, которая появилась на стриминговом сервисе Disney+. По состоянию на февраль 2016 года было продано 400 000 копий DVD и 350 000 копий Blu-ray, всего 750 000 копий фильма. В декабре 2018 года сборы от продаж домашних изданий превысили $ 13,4 млн.

## Восприятие

### Кассовые сборы
На территории Северной Америки сборы «Фантастической четвёрки» составили $ 56,1 млн; в других странах фильм заработал около $ 111,9 млн, в результате чего его совокупные сборы превысили $ 168 млн при производственном бюджете в $ 155 млн (по оценкам аналитиков, бюджет фильма разросся до $ 285 млн, включая затраты на маркетинг и дистрибуцию, что сделало его наименее прибыльным фильмом о Фантастической четвёрке.
По предварительным прогнозам аналитиков, в США и Канаде «Фантастическая четвёрка» должна была заработать около $40–50 млн за премьерные выходные, чем уступила бы предыдущим фильмам франшизы — «Фантастическая четвёрка» (2005) собрала $ 56,1 млн, а «Фантастическая четвёрка: Вторжение Серебряного сёрфера» (2007) — $ 58,1 млн. Сборы предварительных сеансов в ночь на 6 августа составили $ 2,7 млн. В премьерный день картина заработала $ 11,3 млн. За первые выходные проката сборы достигли $ 25,6 млн, что делает «Фантастическую четвёрку» одним из наименее прибыльных фильмов о супергероях; к числу возможных причин кассового провала фильма аналитики отнесли разгромную критику популярных изданий и зрителей. По окончании премьерных выходных «Фантастическая четвёрка» уступила лидирующую позицию в прокате картине «Миссия невыполнима: Племя изгоев» (2015) ($ 28,5 млн). В ответ на просьбу The New York Times прокомментировать кассовые сборы фильма за премьерные выходные президент Fox по внутренней дистрибуцией Крис Аронсон заявил: «Мне в общем-то нечего сказать. Я никогда не видел, чтобы стечение обстоятельств так быстро отражалось на сборах фильма»; под «обстоятельствами» Аронсон имел в виду негативные отзывы критиков и твит Транка, в котором тот обвинил студию в плохих рецензиях. За вторые выходные фильм заработал $ 8 млн, а его показатели упали на 69 % по сравнению с первыми выходными. The Hollywood Reporter поместил «Фантастическую четвёрку» на 2-е место среди кассовых провалов 2015 года, в котором фильм уступил «Земле будущего» (2015); убытки картины рецензент оценил в размере от 80 до 100 млн $.
За пределами Северной Америки, на территории 43 стран и при показе в 8996 кинотеатрах фильм заработал $33,1 млн и занял 2-е место в международном прокате, уступив «Племени изгоев». Несмотря на низкие кассовые сборы, в 20 странах «Фантастическая четвёрка» занимала лидирующую позицию в прокате. Наиболее прибыльными рынками были: Мексика ($ 5,29 млн), Великобритания, Ирландия и Мальта ($ 4,19 млн), Франция ($ 3,85 млн), Венесуэла ($ 3,81 млн) и Бразилия ($ 3 млн).

### Критика, награды и номинации
На агрегаторе рецензий Rotten Tomatoes рейтинг свежести фильма составляет 9 % со средней оценкой 3,6 балла из 10 на основе 263 рецензий. Консенсус сайта гласит: «Скучная и мрачная „Фантастическая четвёрка“ представляет собой крайне неправильную адаптацию классических комиксов, лишённую юмора, радости и ярких острых ощущений, которые сделали их великими». По состоянию на 2023 год «Фантастическая четвёрка» имеет самый низкий рейтинг из всех фильмов, основанных на комиксах издательства Marvel Comics на сайте. Metacritic, который выставляет оценки на основе среднего арифметического взвешенного, дал фильму 27 баллов из 100 на основе 40 рецензий, что указывает на «преимущественно негативный» приём. Зрители, опрошенные CinemaScore, поставили фильму среднюю оценку «C−» по шкале от A+ до F; Памела МакКлинток из The Hollywood Reporter назвала эту оценку «худшей из всех, что может получить масштабный супергеройский блокбастер, созданный крупной киностудией».
Питер Трэверс из Rolling Stone дал «Фантастической четверке» одну звезду из четырёх, назвав её «кинематографическим эквивалентом вредоносной программы» и «хуже, чем просто пустышкой». Джим Вейвода из IGN сетовал на «эстетическую невыразительность» и «вялую драму» и пришёл к выводу, что два предыдущих фильма о Фантастической четвёрке оказались лучше перезапуска, в котором создатели «не уделили достаточно времени развитию персонажей». Также рецензент обнаружил несколько ляпов, включая изменение причёски и цвета волос Мары и исчезновение щетины на лице Теллера в сценах с пересъёмок. Брайан Лоури из Variety указал не технические преимущества фильма по сравнению с версией 2005 года, но в то же время раскритиковал его неравномерный темп и сценарий, а сам фильм назвал «неудачным экспериментом, который не увенчался успехом». Тодд Маккарти из The Hollywood Reporter описал картину как «100-минутный трейлер к фильму, которого никогда не будет», «до безумия скучный [фильм], лишённым воображения», а также раскритиковал «мрачный, непривлекательный и унылый тон». В рецензии для Screen Daily Тим Грирсон негативно высказался о повествовании, которое сделало фильм «запутанным и утомляющим». Э. О. Скотт из The New York Times отметил: «это не история о появлении супергероев, а скорее очень длинная вступительная сцена перед титрами».
С другой стороны, Дэвид Дженкинс из Little White Lies похвалил «Фантастическую четвёрку» за её уникальный стиль по сравнению с остальными супергеройскими фильмами того времени. Джеймс Берардинелли дал фильму 2,5 звезды из 4 и подвёл следующий итог: «„Фантастическая четверка“ — не лучше и не хуже других супергеройских фильмов 2015 года»; кроме того, рецензенту понравились мрачный тон фильма и игра главных актёров. По мнению Берардинелли, как супергеройский фильм «Фантастическая четвёрка» воспринимается как «незапоминающееся, но при этом и незабываемое кино». Джейк Уилсон из The Sydney Morning Herald дал фильму 3 звезды из 5 и высоко оценив сцену трансформации Фантастической четвёрки и игру Теллера, резюмируя: «В фильме есть примечательные убеждения, которые он закладывает в своих молодых ключевых актёров».
Yahoo! Movies, Toronto Sun, Indiewire и Rolling Stone включили «Фантастическую четвёрку» в свои списки «худших фильмов 2015 года».
| Премия                                            | Категория                                                              | Получатель(и) | Результат |
| ------------------------------------------------- | ---------------------------------------------------------------------- | --- | --------- |
| BET Awards                                        | Лучший актёр                                                           | Майкл Б. Джордан (также за фильм «Крид: Наследие Рокки» (2015))                                                                              | Победа    |
| CinemaCon                                         | Лучший актёрский состав                                                | Майлз Теллер, Майкл Б. Джордан, Кейт Мара и Джейми Белл                                                                                      | Победа    |
| Золотая малина                                    | Худший фильм                                                           | Саймон Кинберг, Мэттью Вон, Хатч Паркер, Роберт Кулзар и Грегори Гудман                                                                      | Победа    |
| Золотая малина                                    | Худший режиссёр                                                        | Джош Транк | Победа    |
| Золотая малина                                    | Худший сценарий                                                        | Джереми Слейтер, Саймон Кинберг и Джош Транк; на основе комиксов издательства Marvel Comics о персонажах, созданных Стэном Ли и Джеком Кирби | Номинация |
| Золотая малина                                    | Худший актёрский дуэт                                                  | Вся четвёрка «фантастических» (Майлз Теллер, Майкл Б. Джордан, Кейт Мара и Джейми Белл)                                                      | Номинация |
| Золотая малина                                    | Худший приквел, сиквел, ремейк или плагиат                             | Саймон Кинберг, Мэттью Вон, Хатч Паркер, Роберт Кулзар и Грегори Гудман                                                                      | Победа    |
| Golden Schmoes Awards                             | Худший фильм года                                                      | Худший фильм года | Номинация |
| Golden Schmoes Awards                             | Главное разочарование года                                             | Главное разочарование года | Номинация |
| Houston Film Critics Society Awards               | Худший фильм                                                           | Худший фильм | Номинация |
| St. Louis Gateway Film Critics Association Awards | Худший фильм                                                           | Худший фильм | Номинация |
| Teen Choice Awards                                | Премия Teen Choice Awards за выбор фильма — Научная фантастика/Фэнтези | Премия Teen Choice Awards за выбор фильма — Научная фантастика/Фэнтези                                                                       | Победа    |

## Будущее

### Отменённый сиквел
До начала съёмок «Фантастической четвёрки» компания 20th Century Fox объявила о разработке сиквела картины, премьера которого должна была состояться 14 июля 2017 года. Затем Fox перенесла релиз на 2 июня 2017 года, поместив на прежнюю дату премьеру фильма «Планета обезьян: Война» (2017). В дальнейшем компания вновь отодвинул премьеру на 9 июня 2017 года, на две недели позже запланированного релиза «Звёздные войны: Последние джедаи» (2017) — 26 мая 2017 года.
По мнению Памелы Мак-Клинток из The Hollywood Reporter, провальные кассовые сборы и негативные рецензии в адрес «Фантастической четвёрки» поставили под сомнение выход её сиквела. Фил Хоуд из The Guardian с интересом отнёсся к дальнейшим планам Fox на сиквел фильма; рецензент отметил, что если компания не выпустит сиквел к 2022 году, то права на Фантастическую четвёрку вернутся к Marvel Studios. Несмотря на разгромную критику и кассовый провал фильма, Fox приступила к разработке продолжения; к работе над сиквелом присоединился Саймон Кинберг. Дрю Маквин из HitFix предположил, что Fox не успеет завершить производство к 2017 году, но всё равно попытается спасти франшизу с учётом корректировки видения Транка. В то время как Кинберг настоял, что работа над продолжением ведётся, Кейт Мара назвала выход фильма «маловероятным», несмотря на желание повторить роль Сью Шторм. В сентябре 2015 года поклонник «Фантастической четвёрки» 2015 года Томми Вайзо заявил о готовности снять её продолжение.
В ноябре 2015 года Fox вычеркнула сиквел «Фантастической четвёрки» из графика релизов. В мае 2016 года Кинберг вновь подтвердил своё намерение поставить продолжение с тем же актёрским составом. В том же месяце Тоби Кеббелл отказался возвращаться к роли Дума в потенциальном сиквеле. С другой стороны, Майлз Теллер и Кейт Мара хотели вернуться к своим ролям. 24 февраля 2017 года, отвечая на вопрос Collider о производстве продолжения, Саймон Кинберг ответил: «Правда такова, что мы не станем делать ещё один фильм, пока на 100 % не будем уверены, что двигаемся в правильном направлении, ведь другого шанса фанаты нам просто не дадут».
Мэтью Вон выразил заинтересованность в создании нового фильма о Фантастической четвёрке в качестве извинения за качество версии 2015 года. Концепт-художник Александр Лозано рассказал, что члены Фантастической четвёрки из фильма Транка должны были появиться в качестве камео в картине «Дэдпул 2» (2018). В июне 2017 года Fox рассматривала возможность перезапуска «Фантастической четвёрки» в духе «Суперсемейки» (2004); главными героями должны были выступить дети Мистера Фантастика и Невидимой леди — Франклин и Валерия Ричардсы. Также компания планировала поставить сольный фильм о Докторе Думе.

### Кинематографическая вселенная Marvel
Кеббелл заявил, что вернётся к роли Доктора Дума в том случае, если персонаж появится в Кинематографической вселенной Marvel (КВМ); актёр добавил: «Правда в том, что Дум — невероятный плохой парень. Они раз за разом пытаются свести его с Фантастической четвёркой… Дум — монстр, однако мой Дум таковым не являлся, вот и всё». Майлз Теллер согласился повторить роль Мистера Фантастика в фильме про Фантастическую четвёрку в том случае, если у него будет хороший сценарий. Один из создателей Фантастической четвёрки Стэн Ли выразил надежду на возвращение прав на Фантастическую четвёрку и Людей Икс в Marvel Studios: «Все наши персонажи должны быть у Marvel Studios. Мы сделаем всё возможное». В июне 2017 года президент Marvel Studios Кевин Файги заявил, что в настоящее время у студии нет планов на появление Фантастической четвёрки в КВМ.
14 декабря 2017 года материнская компания Marvel Studios The Walt Disney Company согласилась приобрести материнскую компанию 20th Century Fox 21st Century Fox. Генеральный директор Disney Боб Айгер подтвердил, что Фантастическая четвёрка будет интегрирована в КВМ. Слияние компаний завершилось 20 марта 2019 года, в результате чего права на франшизу вернулись к Marvel Studios. В июле 2019 года на San Diego Comic-Con Файги объявил о разработке нового фильма о Фантастической четвёрке, действие которого будет происходить в КВМ. В декабре 2020 года стало известно, что фильм срежиссирует Джон Уоттс, который ранее снял для КВМ картины «Человек-паук: Возвращение домой» (2017), «Человек-паук: Вдали от дома» (2019) и «Человек-паук: Нет пути домой» (2021); тем не менее, в апреле 2022 года Уоттс покинул проект, чтобы отдохнуть от супергеройских фильмов.
Альтернативная версия Рида Ричардса / Мистера Фантастика дебютировала в КВМ в фильме «Доктор Стрэндж: В мультивселенной безумия» (2022), где состояла в рядах Иллюминатов. Персонажа сыграл Джон Красински. Также в фильме упоминается, что героиня Кристина Палмер работает в «Фонде Бакстера».
В конце августа режиссёр сериала «Ванда/Вижн» Мэтт Шакман вёл переговоры со студией о постановке фильма; в 2022 году, во время мероприятия D23 стало известно о его назначении. В качестве сценаристов к проекту присоединились Джефф Каплан и Ян Спрингер; в марте 2023 года Marvel наняла Джоша Фридмана для написания сценария. «Фантастическая четвёрка: Первые шаги» стала первым фильмом Шестой фазы КВМ; её премьера состоялась 25 июля 2025 года.